# 1889 год в театре
1889 год в театре

## События
- В Буэнос-Айресе было заложено новое здание театра «Колон». Проект Франческо Тамбурини и Витторио Меано был завершён архитектором Хулио Дормалем лишь в 1908 году.
- 30 декабря — первая постановка комедии Михаила Салтыкова-Щедрина «Смерть Пазухина».

## Деятели театра

### Родились
- 11 (23) апреля, Москва — Иван Берсенев, российский и советский актёр, режиссёр и педагог[1].
- 6 (18) июня 18 июня, Москва — Владимир Филиппов, историк театра, критик, актёр, режиссёр и педагог.
- 15 сентября, Вустер — Роберт Бенчли, американский театральный критик, киноактёр и юморист.
- 26 сентября (8 октября), Кондоль, Саратовская губерния — Иван Мозжухин, русский актёр театра и кино.
- 5 (17) октября, Москва — Алиса Коонен, актриса Камерного театра, жена режиссёра Александра Таирова.
- 13 (25) октября, Ростов-на-Дону — Александр Орлов, артист балета, оперетты, эстрады и кино, солист Мариинского театра, участник «Русских сезонов» Дягилева[2].
- 3 декабря — Эфраим Борисович Лойтер, еврейский советский режиссёр, театральный педагог, театральный критик, театральный деятель. Заслуженный артист Узбекской ССР.
- 7 декабря — Константин Сагаев, болгарский  театральный деятель, основатель первой болгарской драматической школы, писатель, поэт, драматург, редактор, переводчик (умер в 1963).